# Вілінський Борис Миколайович
Борис Миколайович Вілінський (нар. 11 листопада 1951, місто Тростянець Сумської області) — український радянський діяч, машиніст тепловоза локомотивного депо Смородине Південної залізниці. Депутат Верховної Ради УРСР 11-го скликання.

## Біографія
Освіта середня: закінчив Тростянецьку середню школу № 4.
З 1969 року — учень фрезерувальника Тростянецького деревообробного комбінату. Два роки служив у Радянській армії. Після демобілізації — верстатник Тростянецького деревообробного комбінату Сумської області.
З 1974 року — помічник машиніста, а з 1980 року — машиніст тепловоза локомотивного депо Смородине Південної залізниці.
Потім — на пенсії у місті Тростянець Сумської області.

## Нагороди
- ордени
- медалі
- медаль «За трудову доблесть»